# Coccoderus timbaraba
Coccoderus timbaraba is een keversoort uit de familie van de boktorren (Cerambycidae). De wetenschappelijke naam van de soort werd voor het eerst geldig gepubliceerd in 2012 door Martins & Esteban-Durán.